# Angelika Kratzer
Angelika Kratzer  (* in Mindelheim) ist eine deutsche Linguistin und emeritierte Professorin für Linguistik an der University of Massachusetts Amherst.

## Biographie
Kratzer promovierte 1979 an der Universität Konstanz mit einer Dissertation zum Thema Semantik der Rede. Seit 1985 ist sie in den Vereinigten Staaten wohnhaft und tätig. Sie ist eine einflussreiche und viel zitierte Semantikerin, die auf Modalität, Konditionale, Situationssemantik und eine Reihe von Themen an der Schnittstelle zwischen Syntax und Semantik spezialisiert ist. Ihre Erkenntnisse wurden über die Linguistik hinaus breit rezipiert, besonders in der Analytischen Philosophie.
Zu ihren einflussreichsten Ideen gehören: eine einheitliche Analyse verschiedener Arten von Modalität (aufbauend auf der Arbeit von Jaakko Hintikka); eine modale Analyse von Konditionalen; und die Hypothese („die kleine v-Hypothese“), dass das Agensargument eines transitiven Verbs syntaktisch eingeführt, das Themenargument hingegen lexikalisch ausgewählt wird.
Sie hat zusammen mit Irene Heim das Semantik-Lehrbuch Semantics in Generative Grammar verfasst und ist mit ihr zusammen Mitherausgeberin der Zeitschrift Natural Language Semantics.

## Wichtigste Publikationen
- mit Irene Heim: Semantics in Generative Grammar. Wiley-Blackwell, Malden 1998, ISBN 0-631-19713-3.
- What 'must' and 'can' must and can mean. In: Linguistics and Philosophy. 1 (3), 1977, S. 337–355.
- The notional category of modality. In: Hans J. Eikmeyer, Hannes Rieser (Hrsg.): Words, worlds, and contexts: New approaches in word semantics. Walter de Gruyter, Berlin 1981, 38–74.
- Individual level predicates. In: Gregory N. Carlson, Francis J. Pelletier (Hrsg.): The generic book. Chicago University Press, Chicago 1995, S. 125–175.
- Severing the external argument from its verb. In: Johan Rooryck, Laurie Ann Zaring (Hrsg.): Phrase structure and the lexicon. Kluwer/Springer, Dordrecht 1996, S. 109–137.
- Modals and Conditionals: New and Revised Perspectives. Oxford University Press, Oxford 2012, ISBN 978-0-19-923469-1.